# Anass Achahbar
Anass Achahbar, född 13 januari 1994 i Haag, är en nederländsk fotbollsspelare (anfallare) som spelar för Westlandia.

## Karriär
Den 10 september 2019 värvades Achahbar av Dordrecht. Den 18 januari 2020 värvades Achahbar av rumänska Sepsi OSK, där han skrev på ett 1,5-årskontrakt.
Den 15 september 2023 värvades Achahbar av grekiska Aiolikos. Den 28 december 2023 skrev han på för Westlandia i Vierde Divisie (nederländska femtedivisionen).